# Mario Chella
Mario Chella (Udine, 16 marzo 1934 – Sestri Levante, 13 luglio 2022) è stato un politico italiano.

## Biografia
Nato a Udine nel 1934, laureato in medicina; è stato deputato del Partito Comunista Italiano nella IX e X legislatura tra il 1983 e il 1987; poi dal 1994 al 2003 è stato sindaco del comune ligure di Sestri Levante, con la lista civica di centrosinistra "Progresso per Sestri Levante" nel primo mandato e con i Democratici di Sinistra nel secondo mandato. 
Dopo aver guidato la Fondazione Regionale Investimenti Sociali agli inizi degli anni 2000, nell'ottobre 2015 ritorna all'attenzione dell'opinione pubblica per difendere pubblicamente la città limitrofa di Chiavari dalla decisione della Città metropolitana di Genova di collocare un depuratore nell'area della Colmata a Mare, scontrandosi con il PD locale.
Muore il 13 luglio 2022 all'età di 88 anni.